# Temporal de Santiago de 2002
El temporal de Santiago 2002 fue un fuerte temporal de viento y lluvia que afectó las zonas centro y sur de Chile, desde la Región de Coquimbo hasta la Región del Biobío, durante junio de 2002, particularmente entre los días 30 y 5 de ese mes. Tuvo una magnitud 11 en la escala de Beaufort.[cita requerida]

Este es el peor temporal desde el año 1926.
Ricardo Lagos, presidente de la República, 2002.

## Personas afectadas
Al 8 de junio ya había alrededor de 70 000 personas damnificadas, de las cuales cerca de 5600 fueron ubicadas en albergues provisorios habilitados en escuelas, iglesias, gimnasios, entre otros recintos. La cifra de damnificados a nivel nacional aumentó a 83 971 a finales del mes, y la de damnificados a 7685. Los temporales dejaron 14 fallecidos.
Hubo 5241 viviendas con daños de consideración, mientras que 684 fueron totalmente destruidas.

## Consecuencias
Debido a las fuertes precipitaciones, muchos poblados de las regiones tuvieron hasta 3,5 metros de agua, donde la zona agrícola perdió cerca de 1.600 hectáreas a medida que crecían las inundaciones.
Las lluvias trajeron en consecuencia una baja de temperaturas que podría afectar a la población. La mayoría de las escuelas y liceos suspendieron sus clases por cerca de 2 semanas. Los pasos fronterizos hacia Argentina fueron cerrados hasta una semana después de pasado el temporal. También se produjeron cortes de luz de poca duración y extensión y cortes de rutas y tránsito.